# Lista światowego dziedzictwa UNESCO na Słowacji
Lista światowego dziedzictwa UNESCO na Słowacji – lista miejsc na Słowacji wpisanych na listę światowego dziedzictwa UNESCO, ustanowionej na mocy Konwencji w sprawie ochrony światowego dziedzictwa kulturowego i naturalnego, przyjętej przez UNESCO na 17. sesji w Paryżu 16 listopada 1972 roku i ratyfikowanej przez Słowację 31 marca 1993 roku.
Obecnie (stan na 2023 rok) na liście znajduje się 8 obiektów: 6 dziedzictwa kulturowego i 2 o charakterze przyrodniczym.
Na słowackiej liście informacyjnej UNESCO – liście obiektów, które Słowacja zamierza rozpatrzyć do zgłoszenia do wpisu na listę światowego dziedzictwa – znajduje się 12 obiektów (stan na 2023 rok).

## Obiekty wpisane na listę światowego dziedzictwa UNESCO
Poniższa tabela przedstawia słowackie obiekty na liście światowego dziedzictwa UNESCO:
Nr ref. – numer referencyjny UNESCO;
Obiekt – polskie tłumaczenie nazwy wpisu na liście wraz z jej angielskim oryginałem;
Położenie – miasto, kraj, współrzędne geograficzne;
Typ – klasyfikacja według Komitetu Światowego Dziedzictwa:
- kulturowe (K)
- przyrodnicze (P)
- kulturowo–przyrodnicze (K,P)

Rok wpisu – roku wpisu na listę i rozszerzenia wpisu;
Opis – krótki opis obiektu wraz z informacjami o jego zagrożeniu.
     Wpisy transgraniczne
| Nr ref. | Obiekt | Zdjęcie | Położenie | Typ           | Rok                 | Opis |
| ------- | --- | ------- | --- | ------------- | ------------------- | --- |
| 618     | Bańska Szczawnica Historic Town of Banská Štiavnica and the Technical Monuments in its Vicinity                                                    |         | Bańska Szczawnica Kraj bańskobystrzycki 48°27′31″N 18°53′35″E/48,458611 18,893056 | K (iv)(v)     | 1993                | Bańska Szczawnica jest najstarszym miastem górniczym na Słowacji. Chociaż teren ten był zamieszkały już od epoki brązu, miasto zostało założone dopiero w XIII wieku. Działalności górniczej zaprzestano w XIX wieku z powodu wyczerpania pokładów metali. |
| 620     | Lewocza i Spisz wraz z zabytkami kultury Levoča, Spišský Hrad and the Associated Cultural Monuments                                                |         | Lewocza, Spiska Kapituła i Żehra Kraj preszowski 48°59′58,5″N 20°46′03,3″E/48,999583 20,767583 | K (iv)        | 1993 2009           | Zamek Spiski jest jednym z największych zamków w środkowej Europie. Początkowo funkcjonował jako twierdza graniczna, następnie przez kilka wieków stanowił siedzibę żupana spiskiego. W 2009 roku wpis został rozszerzony o miasto Lewocza, znane z wielu dzieł mistrza Pawła z Lewoczy. |
| 622     | Vlkolínec |         | Vlkolínec Kraj żyliński 49°02′20,0″N 19°16′42,0″E/49,038889 19,278333 | K (iv)(v)     | 1993                | Na południowych zboczach góry Sidorovo znajduje się grupa ponad 40 wyjątkowo dobrze zachowanych domostw, wybudowanych w stylu architektonicznym typowym dla regionu Liptowa. Pochodzące z XIX wieku drewniane chałupy, tworzą częściowo zamieszkały skansen. W niektórych domach znajdują się udostępnione do zwiedzania ekspozycje. |
| 725     | Słowacki Kras i jaskinie krasowe Aggtelek Caves of Aggtelek Karst and Slovak Karst                                                                 |         | Kraj koszycki 48°28′33″N 20°29′13″E/48,475833 20,486944 | P (viii)      | 1995 2000 2008      | Wpis obejmuje 712 jaskiń położonych po obu stronach granicy słowacko-węgierskiej. Pochodzą one z okresu późnej kredy oraz trzeciorzędu. Wpis transgraniczny z Węgrami. |
| 973     | Zespół miejski Bardejowa Bardejov Town Conservation Reserve                                                                                        |         | Bardejów Kraj preszowski 49°17′42″N 21°16′33″E/49,295000 21,275833 | K (iii)(iv)   | 2000                | Bardejów jest dobrze zachowanym przykładem średniowiecznego miasteczka warownego. Domy mieszczańskie oraz miejska bazylika pochodzą z XV wieku. W mieście znajduje się również dzielnica żydowska, pochodząca z XVIII wieku. |
| 1133    | Pradawne i pierwotne lasy bukowe Karpat i innych regionów Europy Ancient and Primeval Beech Forests of the Carpathians and Other Regions of Europe |         | Kraj preszowski | P (ix)        | 2007 2011 2017 2021 | Zespół względnie nienaruszonych europejskich lasów bukowych. Od końca ostatniej epoki lodowcowej buk europejski zaczął się rozprzestrzeniać na terenie Alp, Karpat, Dinaryd oraz Pirenejów. Udana ekspansja na całym kontynencie europejskim była możliwa dzięki szerokiej tolerancji buka na różne warunki klimatyczne. Wpis transgraniczny z Austrią, Albanią, Belgią, Bośnią i Hercegowiną, Bułgarią, Chorwacją, Czechami, Francją, Hiszpanią, Macedonią Północną, Niemcami, Polską, Rumunią, Słowenią, Szwajcarią, Ukrainą oraz Włochami. |
| 1273    | Drewniane kościoły i cerkwie w słowackiej części regionu Karpat Wooden Churches of the Slovak part of the Carpathian Mountain Area                 |         | Hervartov, Kieżmark, Bodružal, Ladomirová, Ruská Bystrá, Twardoszyn, Leštiny oraz Hronsek Kraj preszowski Kraj bańskobystrzycki Kraj żyliński Kraj koszycki 48°38′56,3″N 19°09′17,3″E/48,648972 19,154806 | K (iii)(iv)   | 2008                | Osiem drewnianych kościołów wybudowanych w Karpatach, na przełomie XVI i XVIII wieku. Dwa spośród nich są rzymskokatolickie, trzy protestanckie, a pozostałe trzy to cerkwie greckokatolickie. |
| 1608    | Granice Imperium Rzymskiego – limes naddunajski (część zachodnia) Frontiers of the Roman Empire – The Danube Limes (Western Segment)               |         | Bratysława–Rusovce, Iža Kraj bratysławski kraj nitrzański | K (iv)(v)(vi) | 2021                | Sieć rzymskich fortyfikacji wzdłuż Dunaju, chroniących granice Cesarstwa Rzymskiego. Wpis na listę UNESCO obejmuje najdłuższy rzymski limes o długości 600 km. |

## Obiekty na słowackiej liście informacyjnej UNESCO
Poniższa tabela przedstawia obiekty na słowackiej liście informacyjnej UNESCO:
Nr ref. – numer referencyjny UNESCO;
Obiekt – polskie nazwa obiektu wraz z jej angielskim oryginałem na słowackiej liście informacyjnej;
Położenie – miasto, kraj, współrzędne geograficzne;
Typ – klasyfikacja według zgłoszenia:
- kulturowe (K)
- przyrodnicze (P)
- kulturowo–przyrodnicze (K,P)

Rok wpisu – roku wpisu na listę informacyjną
Opis – krótki opis obiektu wraz z informacjami o jego zagrożeniu.
     Wpisy transgraniczne
| Nr ref. | Obiekt | Zdjęcie | Położenie                                                                                 | Typ                  | Rok  | Opis |
| ------- | --- | ------- | ----------------------------------------------------------------------------------------- | -------------------- | ---- | --- |
| 580     | Kościoły Gemer i Abov wraz ze średniowiecznymi malowidłami naściennymi Gemer and Abov churches with the medieval wall paintings                                                              |         | Kraj koszycki Kraj bańskobystrzycki 48°39′28,7″N 20°21′52,7″E/48,657972 20,364639         | K (iv)               | 1995 | Wpis na listę informacyjną obejmuje dziesięć kościołów położonych na południu Słowacji. Mają one dobrze zachowane malowidła naścienne z XIV i XV wieku. |
| 1684    | Tokajski region winiarski Tokaj Wine Region |         | Kraj koszycki 48°07′17″N 21°24′44″E/48,121389 21,412222                                   | K (i)(iii)(v)        | 2002 | Tokajski region winiarski został oficjalnie ustanowiony w 1737 roku. Historia uprawy winorośli w tym regionie liczy sobie około tysiąca lat. Wpis transgraniczny z Węgrami. |
| 1685    | Oryginalne łąki – pastwiska na Słowacji Original Meadow – Pasture Sites of Slovakia |         | Zachodnie i wschodnie Karpaty 49°16′15″N 20°15′55″E/49,270833 20,265278                   | K (v)                | 2002 | Wpis na listę informacyjną obejmuje 62 łąki położone na północy Słowacji. Cechuje je unikalny i różnorodny krajobraz utworzony w wyniku działalności człowieka. |
| 1731    | Mauzoleum Chatama Sófera The Memorial of Chatam Sófer |         | Bratysława Kraj bratysławski 48°08′30,5″N 17°05′30,5″E/48,141800 17,091800                | K (iv)(v)(vi)        | 2002 | Mauzoleum Chatama Sófera jest częścią dawnego cmentarza żydowskiego powstałego w XVII wieku. Nekropolia została w dużej części zniszczona w 1943 roku. Do dzisiaj zachowały się jedynie 23 nagrobki, położone w pobliżu grobu Chatama Sófera.                                                             |
| 1733    | System umocnień u zbiegu Dunaju i Wagu w Komárnie System of Fortifications at the Confluence of the Rivers Danube and Váh in Komárno – Komárom                                               |         | Komárno Kraj nitrzański 47°45′11,9″N 18°08′15,0″E/47,753300 18,137500                     | K (i)(ii)(iv)(v)     | 2002 | Miasto Komárno znajduje się u zbiegu dwóch rzek – Dunaju oraz Wagu. Ze względu na strategiczne położenie, na przestrzeni wieków wokół tego obszaru rozwinięto system fortyfikacji. Wpis transgraniczny z Węgrami.                                                                                         |
| 1734    | Koncepcja soczewkowatego historycznego centrum miasta Koszyce The concept of the lenticular historical town core of Košice City                                                              |         | Koszyce Kraj koszycki 48°43′18″N 21°15′28″E/48,721667 21,257778                           | K (ii)(iv)(v)        | 2002 | Koszyce znajdowały się na skrzyżowaniu ważnych szlaków handlowych łączących Europę Zachodnią z Europą Wschodnią oraz Morze Bałtyckie z Morzem Czarnym. Miasto zachowało swój oryginalny, średniowieczny plan, a główna ulica ma kształt podobny do soczewki.                                              |
| 1737    | Rezerwaty przyrody w Tatrach Natural Reserves of Tatras Mountain |         | Kraj żyliński Kraj preszowski 49°10′00″N 20°08′00″E/49,166667 20,133333                   | P (vii)(viii)(ix)(x) | 2002 | Tatry są najwyższym pasmem górskim Karpat i rozciągają się na granicy polsko–słowackiej. W epoce plejstocenu zostały pokryte lodowcami, co skutkowało powstaniem m.in. moren oraz jezior polodowcowych. Na Słowacji obszar ten jest pod ochroną, a na jego terenie znajduje się Tatrzański Park Narodowy. |
| 1738    | Doliny krasowe na Słowacji Karst Valleys of Slovakia |         | Kraj koszycki 48°37′19,2″N 20°49′52,6″E/48,622000 20,831278                               | P (viii)(ix)(x)      | 2002 | Wpis na listę informacyjną obejmuje miejsca o topografii krasowej. W przeważającej części są to doliny bogate w endemiczną florę i faunę, nietknięte działalnością człowieka. |
| 1739    | Krajobraz przyrodniczy i kulturowy regionu Dunaju Natural and Cultural Landscape of Danube Region                                                                                            |         | Kraj bratysławski kraj nitrzański kraj trnawski 48°00′00″N 18°00′00″E/48,000000 18,000000 | K, P                 | 2002 | Wpis na listę informacyjną obejmuje tereny położone wzdłuż Dunaju. Obszar ten jest terenem podmokłym, na którym występują m.in. mokradła oraz terasy zalewowe. |
| 1740    | Mykoflora Gór Bukowskich Fungal Flora of Bukovské Hills |         | Kraj preszowski 49°05′18″N 22°34′03″E/49,088333 22,567500                                 | P (x)                | 2002 | Góry Bukowskie to pasmo górskie położone we wschodniej Słowacji. Są one w dużej części pokryte lasami, w których typowymi gatunkami drzew są: buk, jodła oraz klon. Góry te są najbardziej znane z dużej bioróżnorodności wśród grzybów.                                                                  |
| 1741    | Gejzer w Herľanach Geyser in Herlany |         | Herľany Kraj koszycki 48°47′57,0″N 21°28′40,0″E/48,799167 21,477778                       | P (vii)              | 2002 | Gejzer w Herlanach jest jedynym w Europie i jednym z ośmiu znanych na Ziemi chłodnych gejzerów. Został uruchomiony w 1870 roku podczas wiercenia studni dla pobliskiego uzdrowiska. Głębokość odwiertu wynosi 405 metrów, a temperatura wody wynosi ok. 20 °C.                                            |
| 5093    | Obiekty Państwa wielkomorawskiego – Kościół św. Małgorzaty Antiocheńskiej w Kopčanach Sites of Great Moravia: Slavonic Fortified Settlement at Mikulčice – Church of St. Margaret at Kopčany |         | Kopčany Kraj trnawski 48°47′46″N 17°06′31″E/48,796111 17,108611                           | K (iii)(iv)(v)(vi)   | 2007 | Kościół św. Małgorzaty Antiocheńskiej został wybudowany w IX wieku i przeszedł renowacje w XIII i XVI wieku. Budynek został wybudowany w stylu przedromańskim. Wpis transgraniczny z Czechami. |